# Semper fidelis

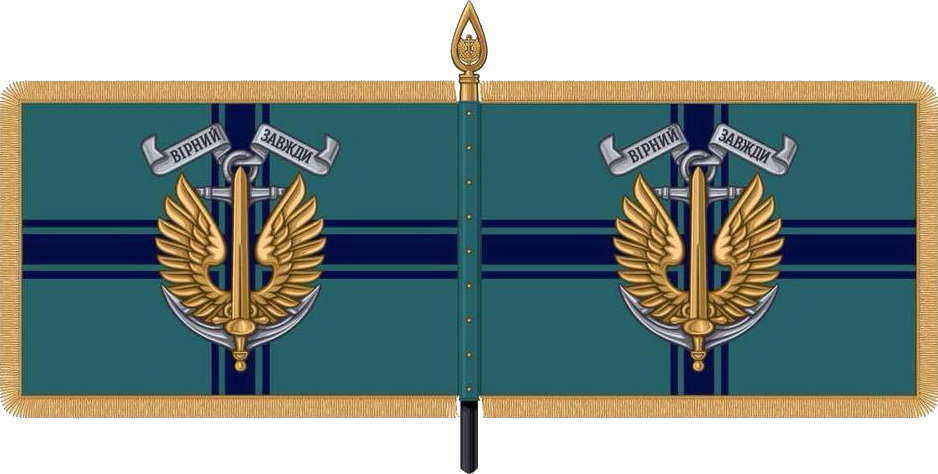
Прапор морської піхоти України з девізом «Вірний завжди»

Semper fidelis — девіз, що в дослівному перекладі з латинської мови означає «Завжди вірний».
З 1558 року використовується як девіз міста Ексетер (Англія). З 1883 року використовується як девіз Корпусу морської піхоти США. Використовується як девіз Морської піхоти України. Також це історичний девіз Львова.

Герб Львова 1936—1939 рр. з девізом «Semper fidelis»

## Львів
Девіз у 1936 році був внесений до герба Львова і використовувався до 1939 року. Гасло виникло в атмосфері антиукраїнізму першої чверті XX ст. та польської агресії 1918-1919 pp., спрямованої проти Західноукраїнської Народної Республіки. Після Другої світової війни він не вживався.
Протягом останніх років польськими шовіністичними колами поширюються вигадки, що нібито цей девіз у 1658 році дарований Львову папою Олександром VII. Однак жодних привілеїв з наданням девізу від цього папи Львів не отримував, а подібна фальшивка тиражується з провокаційною метою. Вигадки про «привілейований» девіз уже розтиражували сотні різних польських сайтів, вони активно поширюються в іншомовних версіях, потрапляють у статті.
Насправді мова йде про свідому маніпуляцію щодо печаток з легендою «Leopolis fidelis», які вживалися з кінця XVII-XVIII ст. економічним писарем королівської каси Львова й означали «присяжний Львова», тобто стосувалася особи урядовця, а не міста в цілому. Й до девізу «Semper fidelis» жодного відношення не мали.

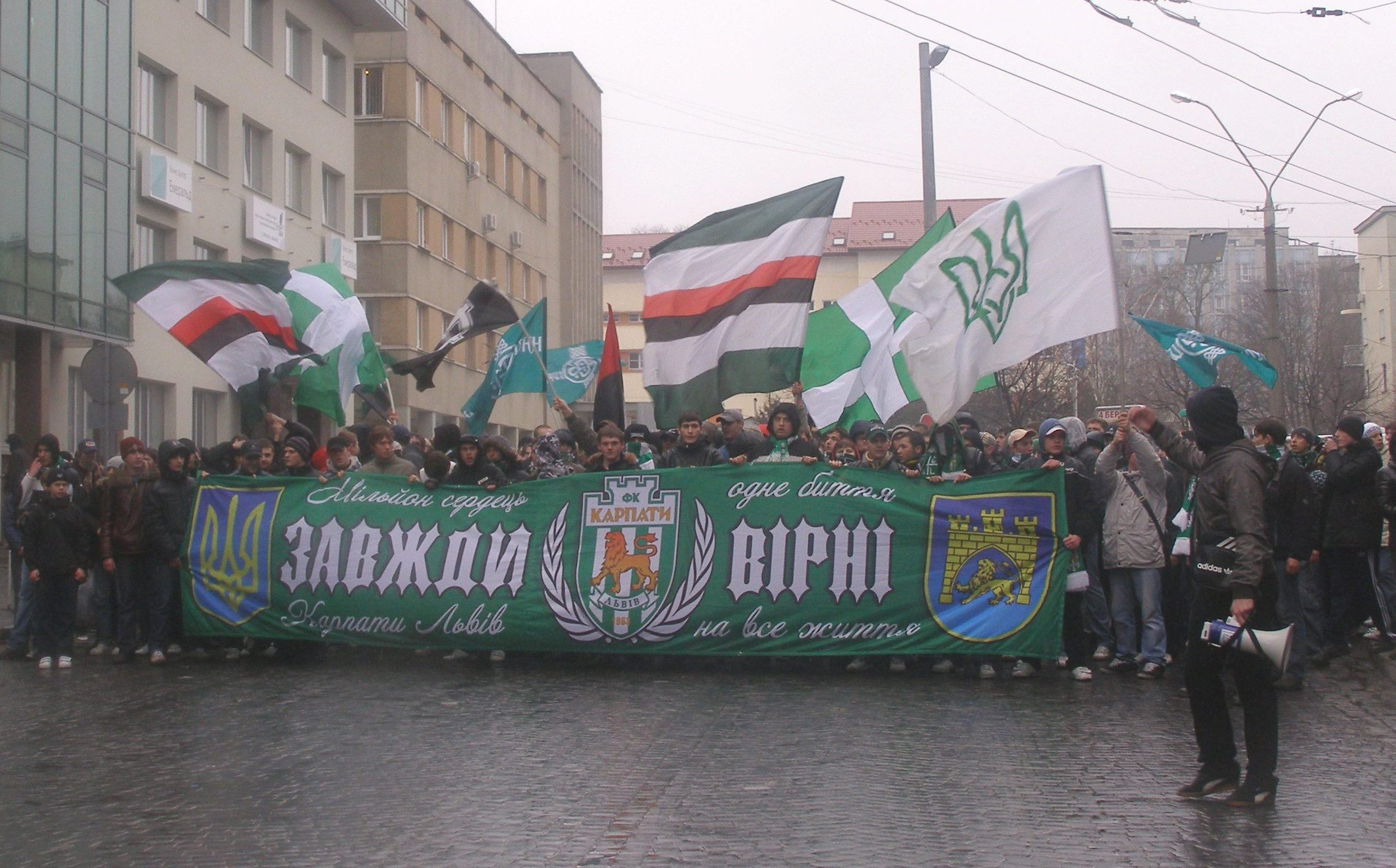
Марш фанатів ФК «Карпати» з девізом «Завжди вірні» у лютому 2010 року

Сьогодні «Semper fidelis» є неофіційним девізом фанатів ФК «Карпати».

## Музика
- Semper Fidelis — один з найпопулярніших військових маршів США.

## Інші згадування
- Вислів використовувався у книжці «Doom» (за мотивами однойменної гри) Девіда Аб-Х'ю і Беда Линавівера. В результаті, в стандартному скороченому вигляді, SEMPER FI, використана у фільмі «Doom» як татуювання одного з головних героїв — Сержанта.
- Є девізом головного героя у грі «Call of Duty 4: Modern Warfare».
- Скорочена версія, Semper Fi, часто використовується морськими піхотинцями у грі «The Dark Pictures Anthology: House of Ashes», в знак вірності один одному.